# Groupe TTS
Le groupe TTS (Tunisian Travel Service) est l'un des principaux groupes privés tunisiens opérant dans le secteur du tourisme. Fondé en 1968 par Aziz Miled, à partir d'une agence de voyages, il s'est diversifié dans la filière touristique mais aussi dans l'industrie et l'agriculture.
Il s'agit d'un conglomérat de sociétés présentes principalement dans les activités touristiques. Le groupe est ainsi le premier prestataire national à travers des activités de transport, avec une flotte de 80 autocars pour touristes et la compagnie aérienne Nouvelair Tunisie), de voyagiste qui exploite une capacité hôtelière de 40 000 lits soit près de 20 % de la capacité nationale, d'hôtellerie avec six hôtels de trois à cinq étoiles d'une capacité de 4 000 lits (plus un partenariat avec le groupe hôtelier espagnol Iberostar fortement implanté en Tunisie) ainsi que des participations dans des sociétés de loisirs touristiques (golfs à Hammamet et Tabarka).
Dans l'industrie, le groupe possède une société d'emballages (CIPAP). Dans l'agriculture, il gère 800 vaches laitières, par l'intermédiaire de la société STPA, et 1 400 hectares de cultures par la SDA.